# Platynereis australis
Platynereis australis är en ringmaskart som först beskrevs av Schmarda 1861.  Platynereis australis ingår i släktet Platynereis och familjen Nereididae.
Artens utbredningsområde är havet kring Nya Zeeland. Inga underarter finns listade i Catalogue of Life.